# 只问今生恋沧溟
《只问今生恋沧溟》（英語：A Chinese Ghost Story），原名《新倩女幽魂》，已被禁播的中国大陆神话古裝愛情剧，改编自蒲松龄《聊斋志异》中名篇《聂小倩》。由郑爽、侯明昊、陈紫函领衔主演，本剧早于2019年4月已经开机拍摄，并于同年8月杀青。2021年1月20日，女主角郑爽因代孕弃养事件被国家广播电视总局封殺，該劇亦因此被禁播。其后郑爽被爆索要1.6亿片酬，超出有关部门的限薪令，并通过拆分阴阳合同逃税，本剧面临永久取消播出。2021年8月27日，国家广播电视总局电视剧司发布新闻稿，正式宣布该剧被禁止播映。

## 播出时间
| 频道   | 所在地 | 播出日期 | 播出时间 | 备注 |
| 已禁播 |        |          |          |      |

## 演员列表

### 主要演员
| 演員   | 角色   | 介紹                                  |
| 鄭爽   | 聶小倩 | 貓靈/國師的女兒，和聶小倩長相一模一樣 |
| 侯明昊 | 寧采臣 | 書生，進京趕考路經蘭若寺              |
| 陳紫函 | 靈尊   |                                       |

### 其他演员
| 演員   | 角色     | 介紹 |
| 李川   | 黑山     |      |
| 劉恩佑 | 燕赤霞   |      |
| 夏寧駿 | 諸葛天   |      |
| 喬駿達 | 涂山九命 |      |
| 夏夢   | 璇長老   |      |
| 徐嘉曼 | 窮途     |      |

## 电视剧歌曲
| 曲序 | 曲目           |
| ---- | -------------- |
| 1.   | 无题（片头曲） |
| 2.   | 无题（片尾曲） |
| 3.   | 无题（插曲）   |

## 相关新闻
因该剧主演郑爽身陷郑爽代孕弃养风波，本剧播出遥遥无期。
2021年4月，郑爽又被曝出涉嫌签订“阴阳合同”、拆分收入获取“天价片酬”、偷逃税等违法犯罪行为。4月29日晚，广电总局表示，已责成北京市广电局对该剧制作机构涉嫌违反制作成本配置比例有关规定启动调查，同时要求北京市广电局、上海市广电局等配合税务部门对有关公司和郑爽签订“阴阳合同”、拆分收入获取“天价片酬”、偷逃税等涉嫌违法行为进行调查。8月27日，国家广播电视总局电视剧司发布新闻稿，正式宣布该剧被禁止播映。